# Леклерк, Патрик
Патрик Андре Леклерк (фр. Patrick André Leclercq; род. 2 августа 1938, Лилль) — французский дипломат и политик, государственный министр по делам Монако (2000—2005).

## Биография
Патрик Андре Леклерк родился 2 августа 1938 года в Лилле. Учился в лицее Жансон-де-Сайи в Париже и получил степень бакалавра. Окончил Институт политических исследований и Национальную школу администрации.
В декабре 1999 года он был выбран князем Ренье III в качестве преемника Мишеля Левека, который ушёл в отставку несколько дней спустя. Леклерк должен был официально уйти в отставку 1 мая 2005 года, а на пост государственного министра должен был вступить Жан-Поль Пруст, но инаугурация Пруста была отложена на несколько недель в связи со смертью правящего князя Ренье III.
Леклерк был награждён орденом Святого Карла. До назначения на пост министра он служил послом Франции в Испании, Египте, Канаде, а также работал в министерстве иностранных дел.